# 1-es vízibusz (Velence)
A velencei 1-es jelzésű vízibusz a Piazzale Roma és a Lido, Santa Maria Elisabetta között közlekedik. A viszonylatot az ACTV üzemelteti.

## Története
Az 1-es vízibusz a kezdetektől a jelenlegi útvonalán jár. Ugyan a kilencvenes évek elején meghosszabbították a vonalát a Tronchetto A-ig, ezt később visszavonták. 2007-től új megállót létesítettek a Ca’ d’Oro és a Rialto között Rialto Mercato néven.
A járatot régebben az Accelerato („gyorsított”) gúnynévvel illették, mivel a Canal Grande minden megállóját érinti, ezért meglehetősen lassan halad.
| Időszak     | Járat- szám | Megállók |
| ----------- | ----------- | --- |
| 1978 – 1990 | 1           | Piazzale Roma (Santa Chiara) – Ferrovia (Santa Lucia) – Riva de Biasio – San Marcuola – San Stae – Ca’ d’Oro – Rialto – San Silvestro – Sant’Angelo – San Tomà – Ca’ Rezzonico – Accademia – Santa Maria del Giglio – Salute – San Marco (Vallaresso) – San Zaccaria (Danieli) – Arsenale – Giardini – Sant’Elena – Lido, Santa Maria Elisabetta                           |
| 1991 – 1995 | 1           | Tronchetto A – Piazzale Roma (Santa Chiara) – Ferrovia (Santa Lucia) – Riva de Biasio – San Marcuola – San Stae – Ca’ d’Oro – Rialto – San Silvestro – Sant’Angelo – San Tomà – Ca’ Rezzonico – Accademia – Santa Maria del Giglio – Salute – San Marco (Vallaresso) – San Zaccaria (Danieli) – Arsenale – Giardini – Sant’Elena – Lido, Santa Maria Elisabetta            |
| 1996 – 2006 | 1           | Piazzale Roma (Parisi) – Ferrovia (Santa Lucia) – Riva de Biasio – San Marcuola – San Stae – Ca’ d’Oro – Rialto – San Silvestro – Sant’Angelo – San Tomà – Ca’ Rezzonico – Accademia – Santa Maria del Giglio – Salute – San Marco (Vallaresso) – San Zaccaria (Danieli) – Arsenale – Giardini – Sant’Elena – Lido, Santa Maria Elisabetta                                 |
| 2007 – 2008 | 1           | Piazzale Roma (Parisi) – Ferrovia (Santa Lucia) – Riva de Biasio – San Marcuola – San Stae – Ca’ d’Oro – Rialto Mercato Vechio – Rialto – San Silvestro – Sant’Angelo – San Tomà – Ca’ Rezzonico – Accademia – Santa Maria del Giglio – Salute – San Marco (Vallaresso) – San Zaccaria (Danieli) – Arsenale – Giardini – Sant’Elena – Lido, Santa Maria Elisabetta         |
| 2008 – ma   | 1           | Piazzale Roma (Parisi / Santa Chiara) – Ferrovia (Santa Lucia) – Riva de Biasio – San Marcuola – San Stae – Ca’ d’Oro – Rialto Mercato – Rialto – San Silvestro – Sant’Angelo – San Tomà – Ca’ Rezzonico – Accademia – Santa Maria del Giglio – Salute – San Marco (Vallaresso) – San Zaccaria (Danieli) – Arsenale – Giardini – Sant’Elena – Lido, Santa Maria Elisabetta |

## Megállóhelyei
| sz. | idő (perc) | megállóhely neve                        | sz. | idő (perc) | átszállási kapcsolatok                                                                                     | látnivalók                                                                                        |
| --- | ---------- | --------------------------------------- | --- | ---------- | --- | ------------------------------------------------------------------------------------------------- |
| 0   | 0          | Piazzale Roma (Parisi↓ / Santa Chiara↑) | 20  | 58         | 2, 3, 4.1, 4.2, 5.1, 5.2, 6, N, Arlecchino, Brighella, Pantallone, mestrei buszok, People Mover di Venezia |                                                                                                   |
| 1   | 3          | Ferrovia (Santa Lucia)                  | 19  | 55         | 2, 3, 4.1, 4.2, 5.1, 5.2, N, Arlecchino, Brighella, Pantallone, Olasz Államvasutak                         | Scalzi                                                                                            |
| 2   | 6          | Riva de Biasio                          | 18  | 52         | 5.1, 5.2, N                                                                                                | Palazzo Donà Balbit                                                                               |
| 3   | 9          | San Marcuola – Casinò                   | 17  | 49         | 2, N | Casinò, San Marcuola, Palazzo Corner-Contarini                                                    |
| 4   | 11         | San Stae                                | 16  | 47         | N, Alilaguna A                                                                                             | San Stae, Fondaco dei Turchi, Ca' Pesaro, Ca' Foscarini                                           |
| 5   | 13         | Ca’ d’Oro                               | 15  | 45         | N | Ca' d'Oro, Palazzo Sagredo                                                                        |
| 6   | 16         | Rialto Mercato                          | 14  | 42         | | Rialto Mercato Vecchio, Pescaria                                                                  |
| 7   | 19         | Rialto                                  | 13  | 39         | 2, N, Alilaguna A, Arlecchino, Pantallone                                                                  | Rialto, Fondaco dei Tedeschi                                                                      |
| 8   | 22         | San Silvestro                           | 12  | 36         | | San Silvestro, Palazzo Papadopoli                                                                 |
| 9   | 24         | Sant’Angelo                             | 11  | 34         | Alilaguna A                                                                                                | Sant'Angelo, Palazzo Corner Spinelli, Palazzo Garzoni                                             |
| 10  | 26         | San Tomà                                | 10  | 32         | 2, N | San Tomà, Palazzo Persico                                                                         |
| 11  | 29         | Ca’ Rezzonico                           | 9   | 29         | Alilaguna A                                                                                                | Ca' Rezzonico, Ca'Foscari, Palazzo Giustinian                                                     |
| 12  | 31         | Accademia                               | 8   | 27         | 2, N, Arlecchino, Pantallone                                                                               | Accademia, Palazzo Contarini Zaffo, Palazzo degli Scrigni, Palazzo Cini, Palazzo Venier dei Leoni |
| 13  | 34         | Giglio                                  | 7   | 24         | Alilaguna A                                                                                                | Santa Maria del Giglio, Ca' Grande, La Fenice                                                     |
| 14  | 36         | Salute                                  | 6   | 22         | | Santa Maria della Salute, Dogana                                                                  |
| 15  | 39         | San Marco Vallaresso                    | 5   | 19         | 2, N, Brighella                                                                                            | Szent Márk tér, Dózsepalota, Harry's Bar, Palazzo Giustinian, Palazzo Tiepolo                     |
| 16  | 43         | San Marco – San Zaccaria (Danieli)      | 4   | 15         | 2, 4.1, 4.2, 5.1, 5.2, 7, 14, 15, 19, 20, N, Alilaguna B, Brighella, Colombina, Carnevale all’Arsenale     | Szent Márk tér, Dózse-palota, San Zaccaria                                                        |
| 17  | 46         | Arsenale                                | 3   | 12         | 4.1, 4.2, Alilaguna B                                                                                      | Arsenale, Museo Sorico Navale                                                                     |
| 18  | 49         | Giardini                                | 2   | 9          | 2, 4.1, 4.2, 5.1, 5.2, 6, 8, N                                                                             | Giardini Biennale                                                                                 |
| 19  | 53         | Sant’Elena                              | 1   | 5          | 4.1, 4.2, 5.1, 5.2, 6, N                                                                                   | Sant’Elena                                                                                        |
| 20  | 58         | Lido, Santa Maria Elisabetta            | 0   | 0          | 2, 5.1, 5.2, 6, 8, 10, 14, 18, N, Alilaguna B, Alilaguna R, Alilaguna V; Lido buszok: 11, A, B, C, N, V    | Santa Maria Elisabetta                                                                            |

Megjegyzés: A dőlttel szedett járatszámok időszakos (nyári) járatokat jelölnek.